# Comisión de Asesoramiento Legislativo

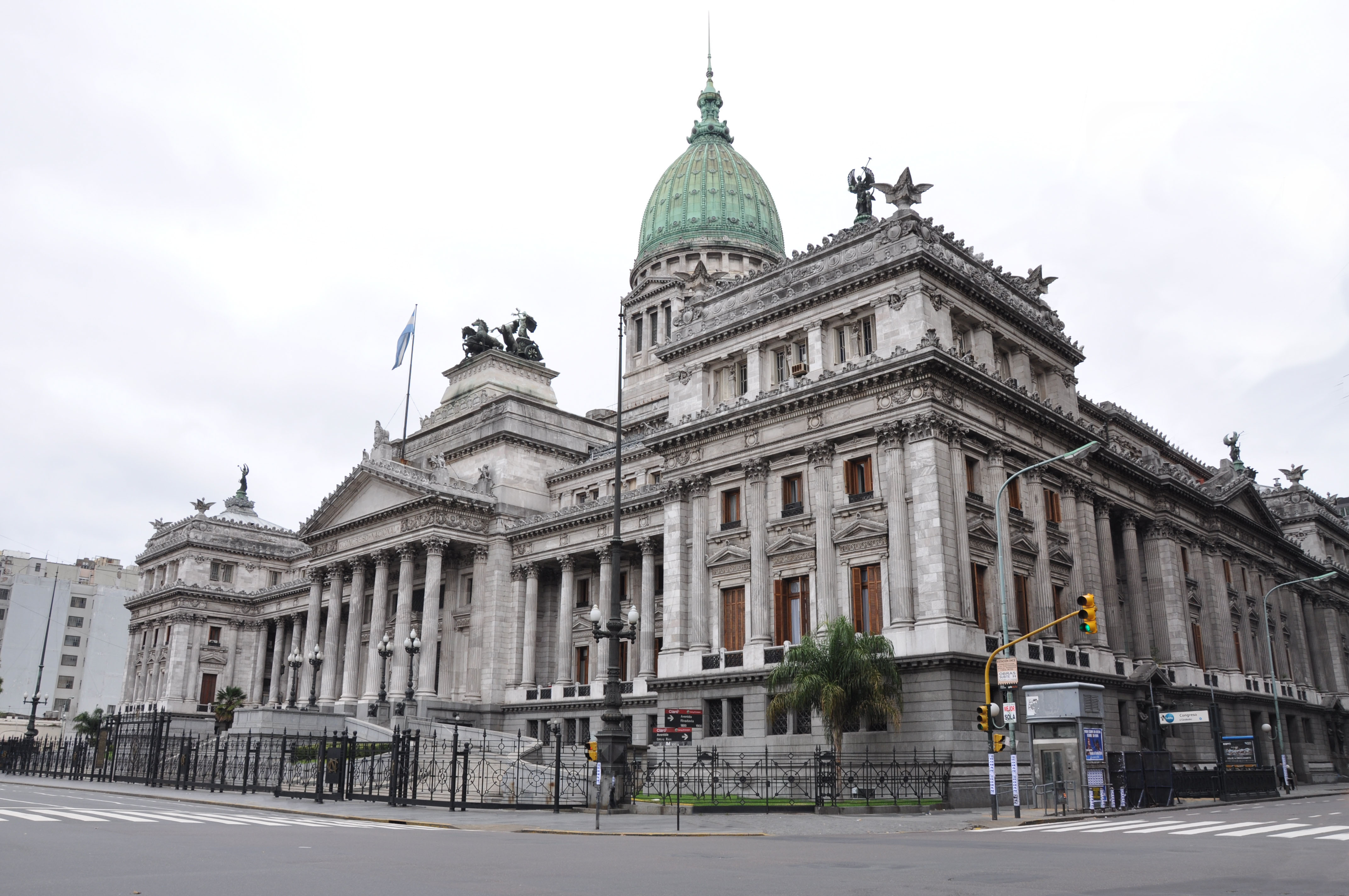
Foto frontal comisión asesoramiento legislativo

La Comisión de Asesoramiento Legislativo (CAL) fue un organismo legislativo del Proceso de Reorganización Nacional. Su asiento era el lugar de trabajo del Senado de la Nación en el Palacio del Congreso.

## Funciones
Sus funciones eran ejercer asesoramiento legislativo en representación de las Fuerzas Armadas y asesorar al Poder Ejecutivo Nacional en asuntos trascendentes, primando aquellos determinados por el documento de las bases políticas de las FF. AA.
El Artículo 5.º del Estatuto para el Proceso de Reorganización Nacional otorgaba las facultades legislativas del Congreso de la Nación, con algunas excepciones, al presidente de la Nación y a la Comisión de Asesoramiento Legislativo.
Se integraba por nueve oficiales superiores de las Fuerzas Armadas a razón de tres por cada una. La CAL se presidía por una de las fuerzas en forma anual y rotativa. Se integraba por ocho subcomisiones de trabajo y un secretario que era un oficial jefe designado por la fuerza que presida la CAL.
La CAL recibía proyectos de la Junta Militar y de los comandantes en jefe. Los trataba en sesión plenaria y determinaba si tenían o no «significativa trascendencia». En caso de tenerla, debía enviarse el proyecto a la subcomisión de trabajo correspondiente, dentro de las 72 horas de ingresados. La subcomisión debía emitir un dictamen provisorio dentro de un plazo de los 20 días, que se podía extender a 30 días en caso de ser un proyecto complejo. A continuación la CAL emitía su dictamen definitivo, a los 30 a 40 días de ingresado. Finalmente, la Comisión debía informar la decisión al Poder Ejecutivo Nacional (PEN). De estar este en desacuerdo con lo determinado por la CAL, consultaba con la Junta Militar.
Las subcomisiones eran las que siguen:
- Defensa Nacional y Relaciones Exteriores.
- Interior y Justicia.
- Cultura y Educación.
- Bienestar Social y Trabajo.
- Presupuesto —o Economía—, Hacienda y Finanzas.
- Agricultura.
- Obras y Servicios Públicos.
- Industria y Minería.

Si el proyecto no tenía significativa trascendencia, el PEN podía aprobarlos directamente.

## Historia
Durante el golpe de Estado del 24 de marzo de 1976, un grupo de militares desalojó al Congreso de la Nación del Palacio.
La Comisión comenzó a funcionar a partir del mes de abril de 1976, después del golpe del 24 de marzo.